# Кшиштоф Запала
Кшиштоф Запала (пол. Krzysztof Zapała; народився 11 лютого 1982 у м. Новий Торг, Польща) — польський хокеїст, нападник. Виступає за «Подгале» (Новий Тарг) у Польській Екстралізі. 
Вихованець хокейної школи «Подгале» (Новий Торг), за який згодом виступав. Продовжив кар'єру в КХ «Сянок» та ХК «1928 KTH», після чого повренувся до складу рідного клубу.
У складі національної збірної Польщі провів 35 матчів (11 голів); учасник чемпіонатів світу 2008 (дивізіон I), 2009 (дивізіон I) і 2011 (дивізіон I). У складі молодіжної збірної Польщі учасник чемпіонатів світу 2001 (дивізіон I) і 2002 (дивізіон I). У складі юніорської збірної Польщі учасник чемпіонату світу 2000 (група B).
Чемпіон Польщі (2007, 2010), срібний призер (2004), бронзовий призер (2006, 2009). Чемпіон Інтерліги (2004). Володар Кубка Польщі (2004, 2005, 2011).